# Хавеман, Катя
Катя Хавеман (нем. Katja Havemann, урожд. Аннедоре Графе; род. 30 ноября 1947, Нойбарним) — немецкая правозащитница, писательница и социальный работник, диссидентка времён ГДР. Активная участница мирной революции 1989 года, соучредитель Нового форума. Вдова известного учёного-антифашиста и диссидента Роберта Хавемана.

## Работа в детском доме. Брак с Робертом Хавеманом
Родилась в крестьянской семье на Одере. Училась в сельскохозяйственном вузе Нойенхагена, затем в Берлинском университете экономики. В 1968 по собственному желанию оставила учёбу в престижном вузе и ушла работать в детский дом. С 1973 работала домашним воспитателем.
В Берлине Аннедоре Графе тесно сблизилась с диссидентской средой. В 1970 через Вольфа Бирмана познакомилась с Робертом Хавеманом, в 1974 вышла за него замуж, сменила имя и фамилию. Годом раньше у Хавеманов родилась дочь Франциска.

## В диссидентском движении
Катя Хавеман поддерживала мужа в его оппозиционной политической деятельности, выступала с заявлениями правозащитного характера, осуждала диктатуру СЕПГ. В годы домашнего ареста Роберта Хавемана — 1976—1982 — находилась под усиленным наблюдением Штази.
После смерти Роберта Хавемана в 1982 Катя Хавеман продолжила диссидентскую деятельность. Она вступила в группу Frauen für den Frieden — Женщины за мир, с 1986 — в организацию Initiative Frieden und Menschenrechte — Инициатива за мир и права человека.

## Новый форум и мирная революция
С начала 1989 в ГДР началось массовое брожение. В мае протесты были стимулированы явной фальсификацией выборов в Народную палату. 4 сентября 1989 еженедельные демонстрации, начавшись в Лейпциге, быстро охватили всю страну.
В ночь на 10 сентября 1989 в квартире Кати Хавеман состоялась учреждение демократической оппозиционной организации Новый форум. Это стало мощным импульсом мирной революции — массовое протестное движение получило авторитетный организующий центр.
18 октября 1989 вынужден был уйти в отставку глава правящего режима Эрих Хонеккер, 9 ноября 1989 пала Берлинская стена, после 3 декабря 1989 режим СЕПГ фактически прекратил существование. Катя Хавеман активно участвовала в этих событиях.

## Мщение и правосудие
На свободных выборах в Народную палату 18 марта 1990 Новый форум потерпел поражение — идеология демократического социализма, характеризовавшая восточногерманских диссидентов, не пользовалась популярностью. Победу одержали христианские демократы, выступавшие за воссоединение с ФРГ. Однако члены Нового форума продолжали активную деятельность.
Катя Хавеман участвовала в демонстративном захвате зданий бывшей госбезопасности ГДР, требовала открытия архивов, предания гласности тайной стороны правления СЕПГ. Она активно добивалась разоблачения агентов Штази и обнародования связей восточногерманских политиков с прежним режимом ГДР. Выступала свидетелем в суде над бывшими функционерами прокуратуры ГДР, ответственными за преследования Роберта Хавемана. Иногда её называли «ангелом горького мщения». Сама она отвечала, что стремится не к мести, но к правосудию:

Не один Хонеккер был виновен в несправедливостях, творимых в ГДР.

Катя Хавеман, 2000 год

## Социальный работник. Книги. Награда
В объединённой Германии Катя Хавеман по профессии оставалась социальным работником. В соавторстве с публицистами Йоахимом Видманом и Иреной Кукутц написала книги — очерки демократического движения в Восточной Германии.
Награждена орденом «За заслуги перед ФРГ».